# Ali Maqseed
Ali Maqseed (arabul: علي مقصيد; Kuvaitváros, 1986. december 11. –) kuvaiti válogatott labdarúgó, az Al Arabi hátvédje, de középpályásként is bevethető.

## Pályafutása

### Klubcsapatokban
Pályafutása során végig az Al-Arabi csapatában játszott (2005 és 2020 között), 265 mérkőzésen 35 gólt szerzett, és kilenc hazai kupát nyert. Játszott a 2007-es AFC-bajnokok ligája csoportkörében is.

### A válogatottban
2008 és 2017 között 44 alkalommal játszott kuvaiti válogatottban, és három gólt szerzett. A válogatottal megnyerték a 2010-es Öböl-kupát. Részt vett a 2010-es Ázsia-játékokon és két Ázsia-kupán.